# Dax Shepard
Dax Shepard (Highland Township, 1975. január 2. –) amerikai színész, humorista, író, rendező, podcastos. Az Armchair Expert nevű podcast vezetője.

## Fiatalkora
Highland Townshipben (Detroit, Michigan) született. Laura LaBo és David Robert "Dave" Shepard, Sr. gyermeke. Három éves korában szülei elváltak.
Elmondása szerint Harold Robbins The Adventurers című regényének egyik szereplőjéről kapta a nevét. Van egy bátyja, David Shepard Jr., aki Oregonban él, illetve egy féltestvére, Carly Hatter.
Állítása szerint Milfordban nőtt fel, de több detroiti külvárosban is élt. Gyerekkora nagy részét Walled Lake-ben töltötte. A Walled Lake Central High School tanulójaként 1993-ban érettségizett. Ezután csatlakozott a The Groundlings csoporthoz. Tanulmányait a Santa Monica College-en és a West Los Angeles College-en folytatta, majd a UCLA-n tanult, ahol antropológiából diplomázott.

## Magánélete
2007-ben kezdett randevúzni Kristen Bell színésznővel. 2010 januárjában bejelentették eljegyzésüket, azonban úgy döntöttek, hogy várnak a házassággal, amíg Kalifornia állam elfogadja az azonos neműek házasságának legalizálását célzó törvényt. Miután az Amerikai Legfelsőbb Bíróság (U.S. Supreme Court) 2013. június 26.-án elfogadta a törvényt, Bell Twitterén keresztül megkérte Shepardot, hogy vegye el. Shepard elfogadta az ajánlatot. 2013. október 17.-én házasodtak össze. Két lányuk van.

## Filmográfia

### Film

#### Rendező, író és producer
| Év   | Magyar cím     | Eredeti cím       | Feladatkör | Feladatkör | Megjegyzések        |
| Év   | Magyar cím     | Eredeti cím       | Rendező    | Író        | Megjegyzések        |
| ---- | -------------- | ----------------- | ---------- | ---------- | ------------------- |
| 2010 |                | Reunited          | Igen       | Nem        | rövidfilm           |
| 2010 |                | Brother's Justice | Igen       | Igen       | kaszkadőrjelenetek  |
| 2012 | Üss vagy fuss! | Hit and Run       | Igen       | Igen       | vágó                |
| 2017 | Bukós szakasz  | CHiPs             | Igen       | Igen       | vezető filmproducer |

#### Színész
| Év   | Magyar cím              | Eredeti cím                                   | Szerep                         | Magyar hang       |
| ---- | ----------------------- | --------------------------------------------- | ------------------------------ | ----------------- |
| 1998 | Nagyon lazák            | Hairshirt                                     | partin hányó fickó             |                   |
| 2003 | Tucatjával olcsóbb      | Cheaper by the Dozen                          | kamerás stábtag                | Moser Károly      |
| 2004 | Sodró lendület          | Without a Paddle                              | Tom Marshall                   | Moser Károly      |
| 2005 |                         | Sledge: The Untold Story                      | SFX koordinátor                |                   |
| 2005 | Zathura – Az űrfogócska | Zathura: A Space Adventure                    | felnőtt Walter / Az űrhajós    | Széles Tamás      |
| 2006 | A hónap dolgozója       | Employee of the Month                         | Vince Downey                   | Karácsonyi Zoltán |
| 2006 | Hülyék Paradicsoma      | Idiocracy                                     | Frito Pendejo                  | Előd Álmos        |
| 2006 | Gyerünk a börtönbe!     | Let's Go to Prison                            | John Lyshitski                 | Bozsó Péter       |
| 2007 | Felkoppintva            | Knocked Up                                    | önmaga (cameo)                 |                   |
| 2007 | Tuti lúzerek            | The Comebacks                                 | Seriff                         |                   |
| 2007 | Anyám!                  | Smother                                       | Noah Cooper                    | Papp Dániel       |
| 2008 | Bébi mama               | Baby Mama                                     | Carl                           | Varga Gábor       |
| 2008 |                         | Confessions of an Action Star                 | Bucky                          |                   |
| 2009 | Vén csontok             | Old Dogs                                      | Gary (cameo)                   | Szatmári Attila   |
| 2010 | Minden kút Rómába vezet | When in Rome                                  | Gale                           | Szokol Péter      |
| 2010 |                         | The Freebie                                   | Darren                         |                   |
| 2010 |                         | Brother's Justice                             | önmaga                         |                   |
| 2012 | Üss vagy fuss!          | Hit and Run                                   | Charlie Bronson / Yul Perrkins | Szabó Máté        |
| 2014 | Veronica Mars           | Veronica Mars                                 | öntelt srác a klubban (cameo)  |                   |
| 2014 | Itthon, édes otthon     | This Is Where I Leave You                     | Wade Beaufort                  | Bozsó Péter       |
| 2014 | A bíró                  | The Judge                                     | C.P. Kennedy                   | Moser Károly      |
| 2015 |                         | Motorcycle vs. Car Drift Battle 4 (rövidfilm) | White Fang                     |                   |
| 2017 | Bukós szakasz           | CHiPs                                         | Jon Baker                      | Viczián Ottó      |
| 2017 |                         | El Camino Christmas                           | Billy Calhoun helyettes        |                   |
| 2020 | Spanviadal              | Buddy Games                                   | Durfy                          | Kaszás Gergő      |
| 2021 | A Mancs őrjárat: A film | PAW Patrol: The Movie                         | Ruben (hangja)                 |                   |

### Televízió
| Év        | Magyar cím               | Eredeti cím                              | Szerep                                  | Megjegyzések                                                                     |
| --------- | ------------------------ | ---------------------------------------- | --------------------------------------- | -------------------------------------------------------------------------------- |
| 2003      |                          | The New Tom Green Show                   | önmaga                                  | 1 epizód                                                                         |
| 2003–2012 | Punk’d – SztÁruló        | Punk'd                                   | önmaga                                  | 56 epizód                                                                        |
| 2004      |                          | Life with Bonnie                         | Kyle Levine / Dr. Iskarr                | 2 epizód                                                                         |
| 2004–2008 | Texas királyai           | King of the Hill                         | Zack / Asa (hangja)                     | 3 epizód                                                                         |
| 2005      | A nevem Earl             | My Name Is Earl                          | Dirk                                    | 1 epizód                                                                         |
| 2005–2016 | Robotcsirke              | Robot Chicken                            | több szereplő hangja                    | 4 epizód                                                                         |
| 2007      |                          | The Naked Trucker and T-Bones Show       | Joe Sands                               | 1 epizód                                                                         |
| 2007      |                          | Halfway Home                             | Ben                                     | 1 epizód                                                                         |
| 2009      |                          | The Goode Family                         | Steve (hangja)                          | 1 epizód                                                                         |
| 2010–2015 | Vásott szülők            | Parenthood                               | Crosby Braverman                        | - főszereplő (103 epizód) - rendező (1 epizód) - magyar hangja: - Harcsik Róbert |
| 2011      |                          | Good Vibes                               | Jag Knullerbrod / Smilin' Mike (hangja) | 2 epizód                                                                         |
| 2013      |                          | Hollywood Game Night                     | önmaga                                  | 1 epizód                                                                         |
| 2014–2015 |                          | About a Boy                              | Crosby Braverman                        | 2 epizód rendező (1 epizód)                                                      |
| 2014–2015 | Web-terápia              | Web Therapy                              | Abel Jans                               | - 3 epizód - magyar hangja: - Szabó Máté                                         |
| 2015      | Felhőtlen Philadelphia   | It's Always Sunny in Philadelphia        | Jojo                                    | 1 epizód                                                                         |
| 2015      | Városfejlesztési osztály | Parks and Recreation                     | Hank Muntak                             | 1 epizód                                                                         |
| 2015      |                          | Comedy Bang! Bang!                       | önmaga                                  | 1 epizód                                                                         |
| 2017      |                          | SuperMansion                             | Titanium Dax (hangja)                   | 2 epizód                                                                         |
| 2017      |                          | Wet Hot American Summer: Ten Years Later | Mikey                                   | 2 epizód                                                                         |
| 2017      | Ghosted – Parás páros    | Ghosted                                  | SAM                                     | 1 epizód                                                                         |
| 2018      | A Jó Hely                | The Good Place                           | Chet                                    | 1 epizód                                                                         |
| 2018      | Mi kerül az asztalra?    | The Final Table                          | önmaga                                  | 1 epizód                                                                         |
| 2018–2020 | A farm                   | The Ranch                                | Luke Matthews                           | főszereplő (25 epizód)                                                           |
| 2019      |                          | Spin the Wheel                           | önmaga / házigazda                      | producer                                                                         |
| 2019–2020 |                          | Bless This Mess                          | Mike                                    | főszereplő és producer                                                           |
| 2020      |                          | Jeopardy! The Greatest of All Time       | önmaga                                  | 1 epizód                                                                         |
| 2021      |                          | Top Gear America                         | önmaga / házigazda                      |                                                                                  |
| 2021      |                          | Family Game Fight                        | önmaga / házigazda                      | 8 epizód                                                                         |
| 2021      |                          | HouseBroken                              | Rutabaga                                | 1 epizód                                                                         |
| 2023      |                          | Jimmy Kimmel Live!                       | önmaga                                  | 1 epizód                                                                         |